# Robert de Pinho de Souza
Robert de Pinho de Souza, genannt Robert, (* 27. Februar 1981 in Salvador da Bahia) ist ein ehemaliger brasilianischer Fußballspieler.

## Karriere

### Verein
Robert begann seine professionelle Karriere bei Coritiba FC. Nach verschiedenen Stationen, unter anderem bei Servette Genf und Spartak Moskau, wechselte er im Januar 2005 zu PSV Eindhoven.
Für die PSV Eindhoven schaffte er in 8 Spielen, 1 Tor. Nach einer Saison wurde er zu Betis Sevilla ausgeliehen. Nach ablauf der Leihe blieb er in dort und schoss in 48 Ligaspielen 16 Tore. Er schaffte es so während seiner ersten Saison zum besten Torschützen des Vereins zu werden. Nach einer etwas schwächeren zweiten Saison wechselte er ablösefrei zu Ittihad FC.
Im Jahr 2008 ging er zum CF Monterrey nach Mexico. Nach verschiedenen Leihen verließ er 2011 den Verein in Richtung EC Bahia.
Seine Karriere ließ er daraufhin bei verschiedenen Klubs in Brasilien ausklingen.

### Nationalmannschaft
Er nahm mit der brasilianischen U-20-Auswahl an der Junioren-Fußballweltmeisterschaft 2001 teil und stand dabei in allen fünf Partien des Teams im Einsatz. In der Gruppenphase gelangen ihm gegen Deutschland, den Irak und Kanada insgesamt fünf Torerfolge. In den Viertelfinals scheiterte der Angreifer mit der Mannschaft gegen Ghana.